# 张杨杨
张杨杨（1989年2月20日—），吉林四平人，中國女子賽艇運動員。她在2008年北京奥运会联同唐宾、奚爱华和金紫薇上夺得了女子四人雙槳金牌。

## 主要成績
- 2008年，北京奥运会女子四人雙槳金牌